# Tourist History
Singles
1. Something Good Can Work
Sortie : 7 avril 2009
2. I Can Talk
Sortie : 23 novembre 2009
3. Undercover Martyn
Sortie : 22 février 2010
4. Something Good Can Work (réédition)
Sortie : 20 avril 2010
5. Come Back Home
Sortie : 22 juillet 2010
6. I Can Talk (réédition)
Sortie : 2010
7. What You Know
Sortie : 24 janvier 2010

Tourist History est le premier album du groupe d'Irlande du Nord fondé en 2007 Two Door Cinema Club. Il sort en février 2010 en Irlande, en mars au Royaume-Uni et en avril aux États-Unis. L'album comporte 10 chansons plus deux chansons bonus dans l'édition japonaise : Kids et Costume Party.

## Liste des titres
1. Cigarettes In The Theatre - 3:34
2. Come Back Home - 3:24
3. Do You Want It All? - 3:30
4. This Is The Life - 3:31
5. Something Good Can Work - 2:45
6. I Can Talk - 2:58
7. Undercover Martyn - 2:48
8. What You Know - 3:12
9. Eat That Up, It's Food For You - 3:45
10. You're Not Stubborn - 3:68
11. Kids (Piste japonaise bonus) - 3:04
12. Costume Party (Piste japonaise bonus) - 3:27

## Critique
L'album a reçu des critiques pour la plupart positifs, les auditeurs apprécient leurs chansons courtes et accrocheuses, mais regrettent la structure du morceau répétitif et du manque de profondeur [citation nécessaire]. Lou Thomas de la BBC compare l'album avec les œuvres de Editors, Foals et Futureheads. Dom Gourlay de Drowned in Sound décrit l'album comme un mélange de Bloc Party et de Antidotes. Metacritic, qui compile les commentaires et les agrégats, donné à l'album une note de 67/100.

## Membres du groupe et production
- Chris May -
- Alex Trimble - Chant, guitare, synthétiseur
- Kevin Bird - Basse, Voix de fond
- Jamy Halliday - Guitare, Voix de fond
- Tal Amiran - Batterie
- Eliot James - Producteur, mixeur (pistes 1, 2, 3, 8, 9, 10)
- Philippe Zdar - Mixeur (pistes 3, 4, 5, 6, 7, 8, 11)
- Mike Marshmalou - Ingénieur
- Ben Dawson - Trompette (piste 1)
- Heather McCormick & Anthea Kaliphreys - Voix de front (pistes 3, 5)

## Charts
| Charts (2010)                 | Position |
| ----------------------------- | -------- |
| ARIA Albums Chart (Australie) | 100      |
| UK Albums Chart (Royaume-Uni) | 46       |
| Irish Albums Chart (Irlande)  | 22       |
| Chart album Français          | 51       |
| Ultratop (Belgique)           | 72       |